# 维利·吉泽曼
维利·吉泽曼（德語：Willi Giesemann，1937年9月2日—2024年10月4日），德国男子足球运动员，场上位置是后卫。他曾代表西德国家队参加1962年国际足联世界杯，结果队伍止步八强。